# Blatuša
Blatuša är en ort i Kroatien.   Den ligger i länet Moslavina, i den centrala delen av landet, 50 km söder om huvudstaden Zagreb. Blatuša ligger 144 meter över havet och antalet invånare är 171.
Terrängen runt Blatuša är platt österut, men västerut är den kuperad. Runt Blatuša är det ganska tätbefolkat, med 60 invånare per kvadratkilometer. Närmaste större samhälle är Gvozd, 2,4 km nordväst om Blatuša. I omgivningarna runt Blatuša växer i huvudsak lövfällande lövskog.